# Norrala landskommun
Norrala landskommun var en tidigare kommun i Gävleborgs län. Kommunkod 1952-1970 var 2115.

## Administrativ historik
Norrala landskommun inrättades den 1 januari 1863 i Norrala socken i Hälsingland när 1862 års kommunalförordningar trädde i kraft. 
Vid kommunreformen 1952 bildade den "storkommun" genom sammanläggning med grannkommunen Trönö.
Den 1 januari 1954 överfördes från Norrala landskommun och församling till Enångers landskommun och församling ett obebott område omfattande en areal av 0,09 km², varav allt land. Den 1 januari 1957 överfördes i motsatt riktning, till Norrala landskommun och församling från Engångers landskommun och församling, ett obebott område omfattande en areal av 0,12 km², varav allt land.
1 januari 1971 blev kommunen en del av den nya Söderhamns kommun.

### Kyrklig tillhörighet
Norrala landskommun tillhörde först i kyrkligt hänseende endast Norrala församling. Den 1 januari 1952 tillkom även Trönö församling.

## Kommunvapnet
Blasonering: I fält av silver en stolpvis genomgående röd runa (bälgthorn) bestående av huvudstav och ringformig bistav.
Detta vapen fastställdes av Kungl. Maj:t den 29 juni 1966. Se artikeln om Söderhamns kommunvapen för mer information.

## Geografi
Norrala landskommun omfattade den 1 januari 1952 en areal av 347,55 km², varav 332,75 km² land. Efter nymätningar och arealberäkningar samt områdesöverföringar färdiga den 1 januari 1961 omfattade landskommunen samma datum en areal av 349,20 km², varav 335,19 km² land.

### Tätorter i kommunen 1960
I Norrala landskommun fanns del av tätorten Söderhamna, som hade 903 invånare i kommunen den 1 november 1960. Tätortsgraden i kommunen var då 22,6 procent.

## Politik

### Mandatfördelning i valen 1938-1966
|  | 10 | 10 | 4 |

| 25 |

|  | 10 | 11 | 3 |

| 25 |

| 2 | 9 | 10 | 4 |

| 23 |

| 2 | 16 | 13 | 4 |

| 32 |

| 2 | 17 | 12 | 4 |

| 34 |

| 3 | 16 | 11 | 4 |  |

| 34 |

| 2 | 17 | 12 | 3 |  |

| 33 |

| 3 | 15 | 13 | 3 |  |

| 31 |

### Fotnoter
1. ↑  Per Andersson: Sveriges kommunindelning 1863-1993, Draking, Mjölby 1993, ISBN 91-87784-05-X, s. 88
2. 1 2 3   ( PDF) Folkräkningen den 1 november 1960, I, Folkmängd inom kommuner och församlingar efter kön, ålder, civilstånd m.m.. Stockholm: Statistiska centralbyrån. 1961. sid. 53 & 203. Arkiverad från originalet den 15 juli 2015. https://www.webcitation.org/6a1zkRbkC?url=http://www.scb.se/Grupp/Hitta_statistik/Historisk_statistik/_Dokument/SOS/Folkrakningen_1960_01.pdf. Läst 16 november 2017 Arkiverad 14 oktober 2013 hämtat från the Wayback Machine.
3. ↑  ”Svenska Heraldiska Föreningens vapendatabas”. Arkiverad från originalet den 18 oktober 2012. https://web.archive.org/web/20121018011750/http://databas.heraldik.se/index.php. Läst 21 januari 2011.
4. ↑   (PDF) Folkräkningen den 31 december 1950, I, Areal och folkmängd inom särskilda förvaltningsområden m.m., Tätorter. Stockholm: Statistiska centralbyrån. 1952-05-19. sid. 104. Arkiverad från originalet den 1 oktober 2014. https://www.webcitation.org/6T09ZkyrB?url=http://www.scb.se/Grupp/Hitta_statistik/Historisk_statistik/_Dokument/SOS/Folkrakningen_1950_1.pdf. Läst 9 oktober 2014 Arkiverad 29 oktober 2013 hämtat från the Wayback Machine.
5. ↑   ( PDF) Folkräkningen den 1 november 1960, II, Folkmängd inom tätorter efter kön, ålder och civilstånd.. Stockholm: Statistiska centralbyrån. 1961. sid. 27. Arkiverad från originalet den 29 juni 2015. https://www.webcitation.org/6ZeEB9Ija?url=http://www.scb.se/Grupp/Hitta_statistik/Historisk_statistik/_Dokument/SOS/Folkrakningen_1960_02.pdf. Läst 16 november 2017 Arkiverad 24 september 2015 hämtat från the Wayback Machine.